# Julian Barnett
Julian Barnett (født d. 30. april 1959) er en tidligere engelsk professionel fodboldspiller.

## Karriere
Julian Barnett er født og opvokset i England. I 1978 skiftede han fra den engelske klub Burnley FC til danske Nakskov Boldklub, der dengang var en relativt stor klub i Danmark. Her spillede han nogle år, inden han i 1983 via et kort ophold i Frederikshavn kom til Vejle Boldklub.
Tiden i Vejle bragte for alvor Barnett ind i danske fodboldelskeres bevidsthed. Den målfarlige angriber oplevede flere store succeser. Ikke mindst i sæsonen 1984, hvor han sammen med Kim Vilfort var den næstmest scorende spiller i landets bedste række. Samme år vandt han sammen med Vejle Boldklub Danmarksmesterskabet.
I 1985 var Julian Barnett med sit mål til 1-0 tæt på at blive matchvinder for Vejle mod de senere vindere af  Europa Cuppen for mesterhold, Steaua Bukarest, da han scorede til 1-0 på Vejle Stadion. Et rumænsk mål i slutsekunderne ødelagde dog festen.
Julian Barnett spillede sin afskedskamp for Vejle Boldklub 13. december 1987 i en udekamp mod svenske Halmstad. VB vandt kampen 3-1. Om årene i Vejle Boldklub fortæller Barnett: 
| Citat | Tiden i Vejle var helt fantastisk. Det er en stor klub i dansk fodbold, og jeg nåede at spille sammen med spillere som Allan Simonsen og Steen Thychosen. Alt i alt en kæmpe oplevelse . | Citat |
|       | |       |

Efter storhedstiden i Vejle tilbragte Julian Barnett fire sæsoner hos B1909, inden han i 1991 blev hentet til Nørre Aaby. Her var han som spillende træner en del af den fynske klubs farverige resultater, der svingede fra oprykning til 1. Division over i et hav af nedrykninger til bunden af Danmarksserien.